# You Got the Silver
"You Got the Silver" er en sang fra det engelske rock ‘n’ roll-band The Rolling Stones og fra deres 1969-album Let It Bleed.
Den blev indspillet den 18. februar 1969, og "You Got the Silver" var den første Stones-sang, hvor guitaristen Keith Richards sang uden Mick Jagger (Keith sang sammen med Jagger på sange som "Something Happened To Me Yesterday" fra Between the Buttons og "Salt of the Earth" fra Beggars Banquet). 
"You Got the Silver" er en af Richards egen kompositioner, og nummeret handler om Richards daværende kæreste Anita Pallenberg.
Bandet indspillede en version af sangen, hvor Jagger sang for, men gik tilbage til Richards version ved den officielle udgivelse. Brian Jones spillede autoharpe på sangen, en af hans to optrædende på dette album. Udover at synge spillede Richard også akustisk- og slideguitar på sangen. Bill Wyman spillede bas, og Charlie Watts spillede trommer. Klaver og orgel blev spillet af Nicky Hopkins.
"You Got the Silver" kan høres i Michelangelo Antonionis film Zabriskie Point.